# Três Rios
Três Rios là một đô thị thuộc bang Rio de Janeiro, Brasil. Đô thị này có diện tích 324,496 km², dân số năm 2007 là 76422 người, mật độ 235,5 người/km².